# Ricardo Villalba Rubio
Ricardo Villalba Rubio (1892-1994) est un général espagnol.

## Biographie
Il est né le 24 janvier 1892 à Tolède au sein d'une famille de militaires. Son père, José Villalba Riquelme, était professeur à l'Académie d'infanterie de Tolède (qu'il devait plus tard diriger). Sa mère Luz Rubio Rivas. Lui et ses frères ont tous fait carrière dans l'armée.
À 14 ans, il entre à l'Académie d'infanterie de Tolède, la même promotion que Francisco Franco, Camilo Alonso Vega et Francisco Franco Salgado-Araújo (dit Pacón). Il épouse en premières noces Maria Rosa Morales ; ils ont trois enfants, et à sa mort, il se remarie avec Maria Dolores Talavera Banegas, ils auront cinq autres enfants.
Il quitte l'Académie d'infanterie avec le grade de sous-lieutenant. Il est affecté au régiment de Cordoue. Il part plus tard pour la guerre du Rif. Il a reçu de nombreuses décorations. Il est promu lieutenant et entre à l'Académie d'infanterie de Tolède en tant que professeur de mathématiques et professeur de gymnastique. En 1917 il est promu au grade de capitaine et est affecté comme assistant de son père, le général José Villalba Riquelme, qui occupe le poste de gouverneur militaire de Gibraltar. En 1920, son père, ministre de la guerre, fonde l'École Centrale de Gymnastique, où son fils le rejoint en tant que premier professeur, poste qu'il occupera jusqu'au début de la guerre civile espagnole.
Le 18 juillet 1936 il participe à la révolte de Tolède et rejoint le Mouvement. Ses hommes se cachent derrière les murs de l'Alcazar de Tolède et seront libérés au début de Septembre 1936. Il continue la guerre et organise un bataillon d'élite et participe aux batailles de Guadalajara, à la Campagne d'Estrémadure et la bataille de l'Èbre. Il dirige la 74e division d'infanterie.
Il participé avec le grade de colonel à la division Bleue durant la Seconde Guerre mondiale. Il participe au Siège de Leningrad, à la Poche de Demiansk et à la Bataille de Krasny Bor. La division retourne en Espagne et arrive à Irun le 31 mars 1944.
De retour en Espagne, il retrouve son ancien poste comme chef de l'École d'éducation physique de Tolède. Il est promu général de brigade le 29 février 1952. En 1954 il est nommé gouverneur militaire de Cáceres.
Le 10 décembre 1976, il est nommé général de division honoraire à Madrid, poste qu'il occupe jusqu'à sa mort le 10 mai 1994, à l'âge de 102 ans. Son corps a été enterré dans la crypte de l'Alcázar de Tolède.